# Esperimento del Piccolo Albert

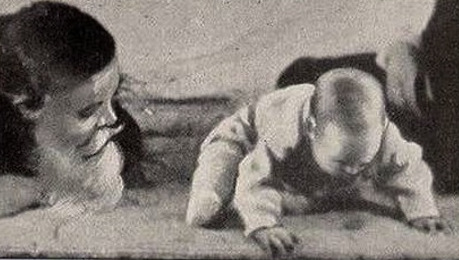
Un assistente di Watson, mascherato da Babbo Natale, che spaventa il Piccolo Albert

L'esperimento del Piccolo Albert venne condotto nel 1920 all'Università Johns Hopkins dallo psicologo John Watson e dalla sua assistente Rosalie Rayner. I due, per testare la validità del condizionamento classico, condizionarono un bambino di nome Albert, provocandogli la fobia per numerosi stimoli ai quali, fino a prima dell'esperimento, il piccolo non aveva una reazione negativa.
L'esperimento fu fondamentale nello sviluppo della teoria del comportamentismo ma venne anche duramente criticato per il trattamento riservato al bambino oggetto dell'esperimento, il cui destino successivo non è noto. Inoltre, soprattutto in epoca recente, è stata messa in dubbio l'effettiva validità della procedura adottata (più tardi ne dubitò lo stesso Watson).

## Genesi
L'intenzione di John Watson, professore di psicologia all'Università Johns Hopkins e uno dei padri della teoria del comportamentismo, era dimostrare come il comportamento umano potesse essere influenzato tramite stimoli, anche al fine di ottenere risposte ben precise ed esercitare così una forma di controllo sul comportamento stesso. Il comportamentismo, soprattutto nel caso del condizionamento classico, teneva infatti poco conto dei moti e dei processi interni alla persona, ma considerava invece soprattutto il comportamento osservabile e le modalità con cui esso viene influenzato dall'ambiente circostante, a detta dei comportamentisti fenomeni assai più oggettivi e scientifici dell'introspezione. Gli esperimenti di Ivan Pavlov parevano dimostrare la concretezza di tali ipotesi, e ciò convinse Watson e i comportamentisti della giustezza delle proprie teorie.
Watson decise di condurre un esperimento in tal senso riguardo alle fobie, proponendosi di instillarle in un soggetto che in origine ne fosse privo. Egli aveva già osservato nei neonati una reazione di paura a dei rumori forti, quindi a stimoli naturali, e volle ripetere tale esperienza in un ambiente controllato. Era necessario quindi un soggetto particolare, che venne identificato in un bambino di nome Albert B. (probabilmente uno pseudonimo) il quale, a causa della sua tenera età (circa 9-10 mesi), era ancora del tutto scevro da fobie di alcun tipo e dimostrava un carattere tranquillo e generalmente indifferente agli stimoli esterni.

## L'esperimento
L'esperienza fu molto lunga e si svolse nell'arco di varie settimane, intensificando gradualmente l'esposizione del Piccolo Albert agli stimoli e registrando l'evoluzione dei suoi comportamenti.
Durante la prima fase dell'esperimento, Watson e la sua assistente Rosalie Rayner esposero Albert ad una serie di stimoli neutri, come la visione di vari animali (tra cui una scimmia, un coniglio, un topolino e dei cani), della carta che bruciava, delle maschere, del cotone e così via. Il bambino si dimostrò interessato ad essi, ma per nulla impaurito. Durante l'esperimento vennero realizzati alcuni filmati per tenerne traccia, ancora oggi reperibili.
Nella seconda fase dell'esperimento, durante l'esposizione di Albert ad un topolino bianco, Watson cominciò a battere insistentemente un martello contro una sbarra di acciaio, producendo un suono sgradevole che cominciò man mano ad impaurire Albert, facendolo piangere (quindi uno stimolo incondizionato). Gradualmente, dopo molte ripetizioni, Watson rimosse il martello e mostrò solo il topolino bianco, e il bambino, associando l'animale al suono orribile, cominciò a provarne paura (il topolino era quindi divenuto uno stimolo condizionato, e la paura di Albert una risposta condizionata). Le fobie si estesero rapidamente anche ad altri animali e oggetti, con una reazione più intensa per quelli bianchi e pelosi, ovvero con lo stesso colore e consistenza del topolino; Albert aveva effettuato in tal modo una generalizzazione della fobia.
In un'occasione, durante un'interazione tra Albert e un cane, questo si mise ad abbaiare in faccia al bambino, impaurendo non solo lui ma anche alcuni dei ricercatori. Si ebbe così una delle prime osservazioni del contagio emotivo, che Watson e Rayner appuntarono e dedussero essere inconscio. Col tempo le reazioni di paura di Albert cominciarono ad indebolirsi, soprattutto se non c'era contatto diretto tra il bambino e l'oggetto della fobia, ma quando i ricercatori forzavano la vicinanza o il contatto con esso allora il comportamento repulsivo tornava assai forte.

## Conseguenze
L'esperimento provò che il comportamento degli esseri viventi può essere influenzato tramite stimoli, e divenne per questo una delle basi della teoria comportamentista. Watson concluse quindi che l'utilizzo di stimoli condizionati era in grado non solo di generare risposte condizionate, ma, soprattutto nel caso dei bambini, anche di operare cambiamenti sulla personalità.
Già all'epoca vennero avanzati molti dubbi sull'eticità dell'esperimento di Watson, poiché si trattava a tutti gli effetti di sperimentazione umana; un'esperienza come quella di Watson oggi non sarebbe replicabile per motivi etici e di diritti umani. Non è inoltre chiaro se il Piccolo Albert sia stato sottoposto anche ad un processo inverso di rimozione delle fobie dopo la conclusione dell'esperienza principale; pare che Watson e Rayner volessero attuale tale de-condizionamento, ma che Albert venne portato via dalla madre prima che il processo potesse essere attuato. Non è quindi noto se le risposte condizionate di Albert rimasero permanenti e in che grado, o se col tempo diminuirono fino a scomparire.
Soprattutto in tempi recenti, il comportamentismo è stato in gran parte confutato, e le teorie di Watson screditate a partire dagli anni 1960. Lo stesso Watson, forse temendo lo stigma sociale, nelle proprie pubblicazioni omise alcuni dettagli dell'esperimento. Inoltre già all'epoca lo psicologo era una figura molto controversa, poiché ebbe una relazione da sposato con la sua assistente Rayner, che gli costò la carriera accademica in seguito all'espulsione dalla Johns Hopkins University per condotta immorale; i loro figli furono a loro volta soggetti agli esperimenti comportamentisti del padre, che risultarono in molteplici tentativi di suicidio da parte loro, culminati nella morte di William R. Watson, primogenito dello psicologo e della sua assistente, nel 1954.

## Identità del Piccolo Albert
I dettagli sul bambino soggetto dell'esperimento sono molto pochi, e pare che Watson lo selezionò da un locale ospedale, l'Harriet Lane Home for Invalid Children. Non è noto cosa ne sia stato di Albert dopo la conclusione dell'esperienza, né se le fobie instillategli siano divenute permanenti. La vicenda e il destino del Piccolo Albert, soprattutto in anni recenti, hanno interessato molto la comunità scientifica, e sono stati effettuati vari tentativi per scoprire la sua identità, con la conseguente formulazione di varie teorie.

### Douglas Merritte
Secondo le ricerche dello psicologo Hall Beck, che analizzò a fondo gli appunti di Watson del periodo, il Piccolo Albert si chiamava in realtà Douglas Merritte, ed era figlio di una balia dell'ospedale da cui era stato prelevato. Al piccolo Douglas venne diagnosticata poco dopo la nascita l'idrocefalia, malattia fatale per l'epoca, che lasciava prevedere una sua morte prematura prima del superamento dell'infanzia. Merritte infatti morì nel 1925, ad appena sei anni.
È stato quindi ipotizzato che, se davvero Merritte era il Piccolo Albert, la scelta di Watson non sia stata casuale, ma piuttosto dettata da un cinico pragmatismo: soffrendo il bambino di idrocefalia ed essendo improbabile che arrivasse all'età adulta, eventuali fobie instillategli, anche se durature, non lo avrebbero quindi afflitto per molto.

### William Albert Banger
Secondo gli studi di Russell A. Powell, psicologo canadese che contestò le conclusioni di Beck e la teoria su Douglas Merritte, il Piccolo Albert era invece identificabile con William Albert Banger (1919-2007), anch'egli figlio di una balia dell'Harriet Lane Home e della stessa età di Merritte. Il suo nome corrispondeva a quello del bambino dell'esperimento (Albert B.), e dimostrò per tutta la vita una forte repulsione apparentemente immotivata per gli animali, soprattutto per i cani.

### Più bambini coinvolti
Secondo il ricercatore Tom Bartlett, Watson coinvolse più bambini nell'esperimento (almeno due), rendendo quindi la determinazione dell'identità di Albert assai più complessa.